# Jean-Augustin Barral
Jean-Augustin Barral (Metz, 31 gennaio 1819 – Fontenay-sous-Bois, 10 settembre 1884) è stato uno scienziato, chimico e agronomo francese.
Il suo nome è incluso nella lista dei 72 nomi presenti sulla Torre Eiffel.

## Biografia
Nato nel 1819 nella piccola cittadina di Moselle studiò in un istituto politecnico e successivamente si dedicò alla redazione di testi scientifici collegati all'agricoltura e selvicoltura.
Collaborò con molti altri fisici del XIX secolo. Per la sua spiccata cultura divenne in seguito segretario della società nazionale di Agricoltura della Francia.
Morì a Fontenay-sous-Bois a 65 anni, nel 1884.